# محمود أنصاري القمي
محمود أنصاري القمي (الفارسية: محمود انصاری قمی) كان رجل دين إيرانيًا.

## الحياة المبكرة
وُلِد حوالي عام 1921 م لعائلة في قم. فقد والده في سن العاشرة، وتحت وصاية إخوته، تعلم الدروس الأولى. ارتاد محمود الأنصاري النجف للدراسة، وكانت المنطقة بمثابة بيئة تعليمية ثرية. درس على يد علماء طهران، وعلى يد أبي القاسم الخوئي في النجف.

## الأساتذة
تدرب تحت إشراف أساتذة منهم:
- سيد عبد الهادي الشيرازي
- محسن الحكيم
- أبو القاسم الخوئي
- محمد رضا كلبايكاني
- أحمد خونساري
- روح الله الخميني
- آغا بزرك طهراني
- شهاب الدين المرعشي النجفي

## الثورة الإسلامية
اعتُقل قبل الثورة الإسلامية عام 1963 م. كان له دورٌ مهمٌ في تشجيع علماء النجف. حوالي عام 1974 م، انتقل إلى طهران.

## الخدمة الاجتماعية
ساهم في إنشاء العشرات من المساجد ومستشفيين.

## الوفاة
تُوفي في ١٢ آذار ١٩٩٩ م عن عمر يناهز السابعة والسبعين. دُفن في مقبرة شيخان بقم.